# Paul Sérusier
Paul Sérusier né le 9 novembre 1864 à Paris et mort le 7 octobre 1927 à Morlaix est un peintre postimpressionniste français, associé au mouvement des nabis.

## Biographie

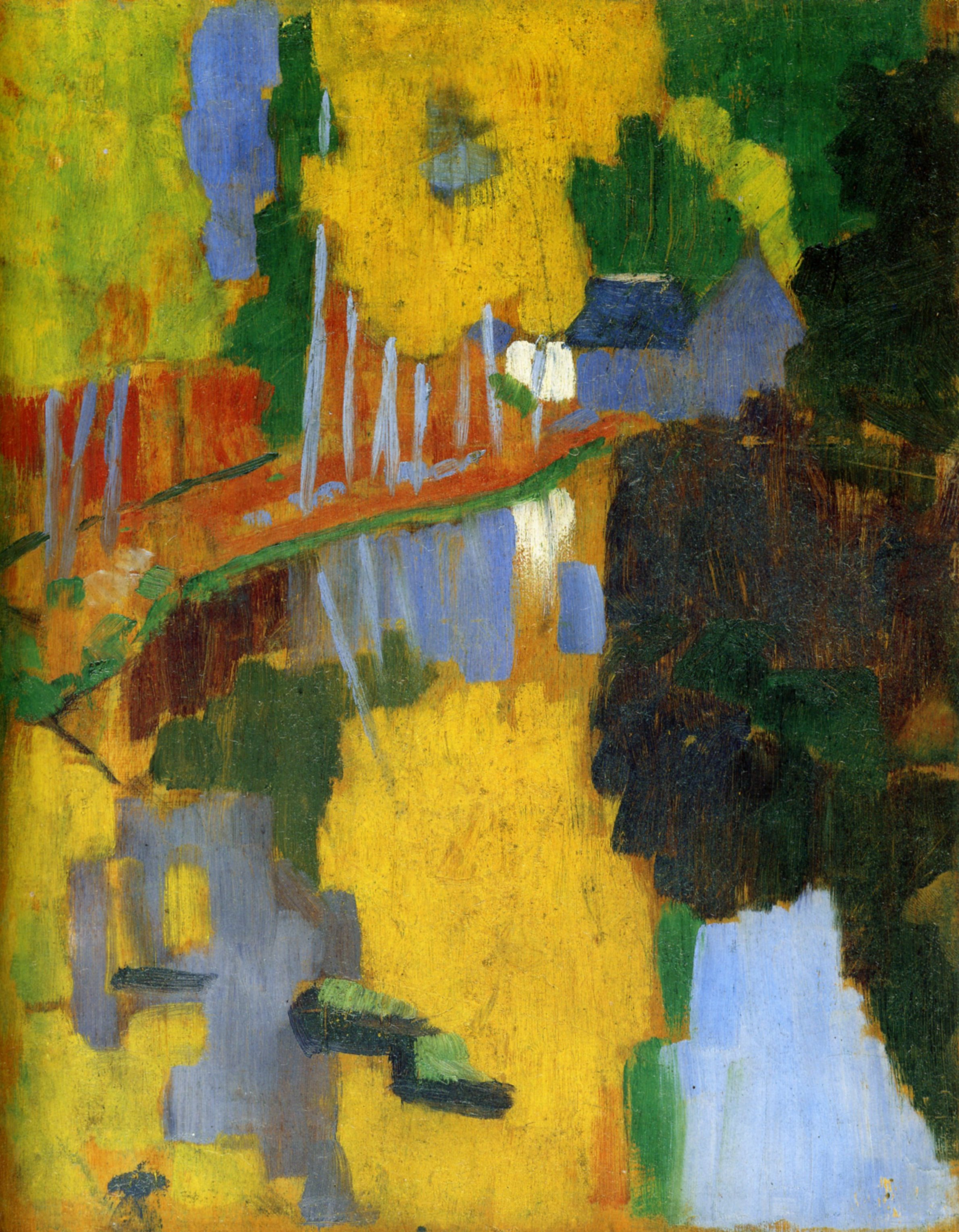
Le Talisman, l'Aven au Bois d'Amour (1888), huile sur bois, Paris, musée d'Orsay.

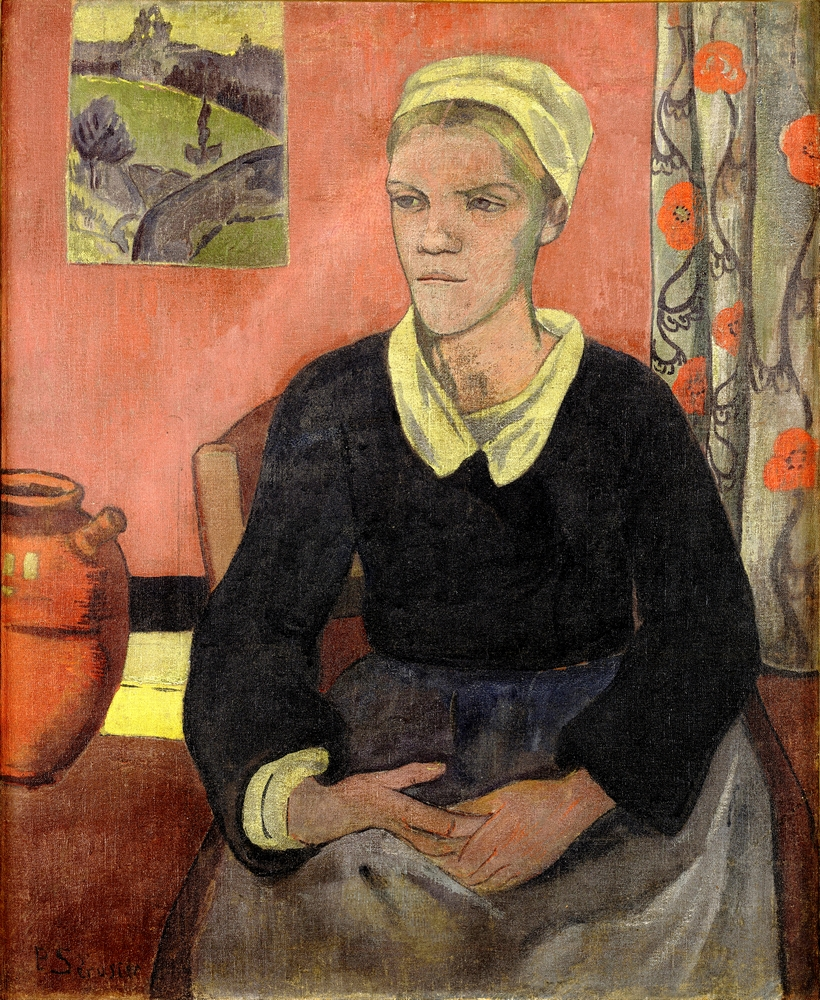
Louise ou La Servante bretonne (1890), huile sur toile, Saint-Germain-en-Laye, musée départemental Maurice-Denis.

Paul Sérusier naît dans une famille de classe moyenne aisée. Son père, un homme d'affaires qui travaille dans l'industrie du parfum, lui assure une éducation classique. En 1875, Sérusier est admis au lycée Condorcet à Paris où il étudie la philosophie, le grec, le latin et les sciences. Il reçoit ses deux diplômes de philosophie et de mathématique en 1883.
En 1885, après avoir travaillé dans la société d'un ami de son père pendant une courte période, il entre à l'Académie Julian. D'un caractère agréable, il sympathise vite avec les étudiants et les professeurs. Son amitié avec Maurice Denis date de cette époque.
Il passe une courte partie de l'été 1888 à la Pension Gloanec à Pont-Aven, en Bretagne, village qui attire alors beaucoup d'artistes français et étrangers. Là, son attention se porte sur un petit groupe d'artistes qui gravitent autour d'Émile Bernard et de Paul Gauguin. Il se rapproche d'eux et reçoit même une leçon de peinture de Paul Gauguin, après lui avoir montré une de ses toiles. Gauguin encourage Sérusier à se débarrasser de la contrainte imitative de la peinture, à user de couleurs pures, vives, à ne pas hésiter à exagérer ses visions, et à donner à ses peintures sa propre logique décorative et symbolique.
Sérusier revient à Paris avec un petit tableau peint sous les directives de Gauguin, et le montre avec enthousiasme à ses compagnons, partageant ainsi ses nouvelles idées apprises de Gauguin. Le tableau est alors renommé Le Talisman. Des débats se développent entre lui et les autres étudiants. À l'été 1889, Sérusier revient dans la région de Pont-Aven et s'installe au village du Pouldu avec Paul Gauguin, Charles Filiger et Meyer De Haan dans la petite Auberge de Marie Henry, qui devient rapidement le foyer de l'École de Pont-Aven.
Avec ses proches, Pierre Bonnard, Maurice Denis, Henri-Gabriel Ibels, Paul-Élie Ranson, qui partagent ses idées, Sérusier forme un groupe, les nabis (« prophète » en hébreu). Ils se rencontrent régulièrement pour parler de théories de l'art, de symbolisme, d'occultisme et d'ésotérisme. Plus tard, Armand Seguin, Édouard Vuillard et Ker-Xavier Roussel rejoignent le groupe. Durant une brève période, celui-ci contribue au milieu de l'art d'avant-garde en participant à des expositions, en réalisant des décors de théâtre et en collaborant à de petites revues, parmi lesquelles la Revue blanche. Cependant, vers 1896 les liens du groupe se relâchent et chacun prend une direction individuelle. L'été 1891, Sérusier délaisse Pont-Aven et le Pouldu en s'installant à Huelgoat, où il revient pendant l'été 1892 et où il rencontre l'actrice polonaise Gabriela Zapolska. Il peint des figures monumentales et solides de paysans bretons. Sa palette change, il n'utilise plus de couleurs pures mais les rompt avec du gris. À partir de 1893, il s'installe en compagnie de Gabriela Zapolska à Châteauneuf-du-Faou dans le Finistère, lieu qui deviendra son domicile principal à compter de 1906 et qui le restera jusqu'à la fin de sa vie.
Depuis son atelier dans sa maison de « Duchenn Glas » ("Tertre vert" en breton), il jouit d'une vue sur la vallée de Pontadig et les Montagnes Noires ; il décore cette maison de peintures aux thèmes religieux, païens ou ésotériques (cette maison a été inscrite au titre des monuments historiques en 1995 (mais, propriété privée, elle n'est pas visitable).
Il passe ses hivers à Paris, travaillant avec son ami Lugné-Poe, fondateur du théâtre de l'Œuvre. Beaucoup d'artistes nabis, Sérusier inclus, travaillent aux décors et costumes du théâtre symboliste. Dans ces travaux, les artistes expriment leur idéal de simplification et de synthèse à partir de plusieurs moyens d'expression. Dès 1892, il expose régulièrement chez Le Barc de Boutteville (Paris).

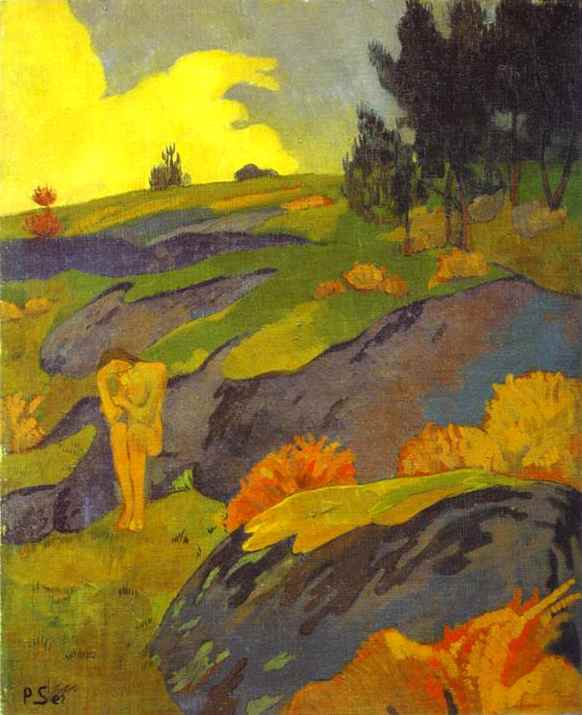
Ève bretonne ou Mélancolie (1890), huile sur toile, Paris, musée d'Orsay.

En 1895, Sérusier accepte une invitation de son ami, Jan Verkade, à visiter le monastère bénédictin de Beuron, en Allemagne. Les moines-artistes de l'école de Beuron ont des principes ("Les Saintes Mesures") selon lesquels les lois de la beauté seraient divines, mystérieusement cachées dans la nature, et ne pourraient être révélées qu'aux artistes possédant un sens des proportions et de l'harmonie des formes : « Mais toi, Seigneur, tu as tout réglé avec mesure, nombre et poids ». Sérusier traduit alors en français le livre de Desiderius Lenz, théoricien et chef de file de l'école de Beuron, qui paraît en 1905, accompagné d'une préface de Maurice Denis.
Cette doctrine l'enthousiasme et, de retour à Paris, il tente de convaincre ses amis de sa nouveauté et de son importance, mais elle ne rencontre pas le succès escompté et Sérusier prend de la distance envers ses anciens amis. Après plusieurs voyages à Beuron, il se donne pour objectif d'appliquer la doctrine des moines en développant un art reposant sur le calcul et les mesures.
Ses études tardives sur l'art de l'Égypte antique, les primitifs italiens et les tapisseries du Moyen Âge le mènent à produire des œuvres décoratives.
Sérusier enseigne régulièrement à l'Académie Ranson à Paris à partir de 1908 (on comptera parmi ses élèves notables Suzanne Roger et Gaston-Louis Roux). Durant l'été 1908, il entreprend de peindre les trois panneaux des Bacchanales dont le Cortège de Pan, où il représente son ami Albert Clouard (1866-1952) sous les traits du dieu des bergers et des troupeaux.
Le 22 février 1912, il épouse une de ses élèves rencontrée dans cette académie, Marguerite Gabriel-Claude, plus connue comme peintre sous le nom de Marguerite Sérusier, à qui Maurice Denis offre en cadeau de mariage son tableau Le Pardon de Guidel, une huile sur toile peinte en 1904.
En 1921, il publie ABC de la peinture, un court traité dans lequel il développe ses théories à propos de l'art. Il s'agit du mémoire de toutes ses recherches esthétiques.
En mai 1927, la revue L'Art et les Artistes publie un long article de Charles Chassé, consacré à son œuvre.
Paul Sérusier meurt le 7 octobre 1927 dans une rue de Morlaix, frappé brutalement d'une crise cardiaque en allant rendre visite à sa femme hospitalisée. Son décès passe presque inaperçu : le journal régional La Dépêche de Brest et de l'Ouest écrit seulement dans la rubrique « état-civil » de la ville de Morlaix :  « Décès : Louis Sérusier, 62 ans (Château) ». Il est alors inconnu du grand public.
Il est inhumé au cimetière Saint-Charles de Morlaix. A l'initiative de ses amis, une stèle funéraire dessinée par Maurice Denis et couronnée d'un bronze du buste de Sérusier par Georges Lacombe a été élevée sur sa tombe.

## Œuvres dans les collections publiques
Allemagne
- Munich, Neue Pinakothek : Bretonne descendant au lavoir, 1890, huile sur toile, 73,6 x 92,6 cm.

Belgique
- Liège, musée d'Art moderne et d'Art contemporain : Bords de mer, 1914.

Canada
- Montréal, musée Dufresne-Nincheri : La Crèche, partie centrale du triptyque de la Nativité, 1896, prêt de la collection Alexandre de Bothuri.

États-Unis
- Chicago, Art Institute of Chicago :
  - Les Grands Sables au Pouldu, 1890, huile sur toile, 60 x 70 cm.
  - La Moisson du blé noir, 1899, huile sur toile, 129,5 x 78,5 cm.
- Dallas, Musée d'Art de Dallas : Conte celtique, huile sur toile, 110,8 x 100,9 cm.
- Houston, Musée des Beaux-Arts de Houston : Paysage au Pouldu, 1890, huile sur toile, 74,3 x 92,1 cm.
- Indianapolis, Musée d'Art d'Indianapolis :
  - Le Ramasseur de goémon, vers 1890, huile sur toile, 46 x 54,9 cm.
  - Bretons dans la forêt d'Huelgoat, 1893, huile sur toile, 73,5 x 92,6 cm.
- Washington, National Gallery of Art : Ferme au Pouldu, 1890, huile sur toile, 72 x 60 cm.

France
- Albi Musée Toulouse-Lautrec
  - Sous-Bois (Le Huelgoate) ;

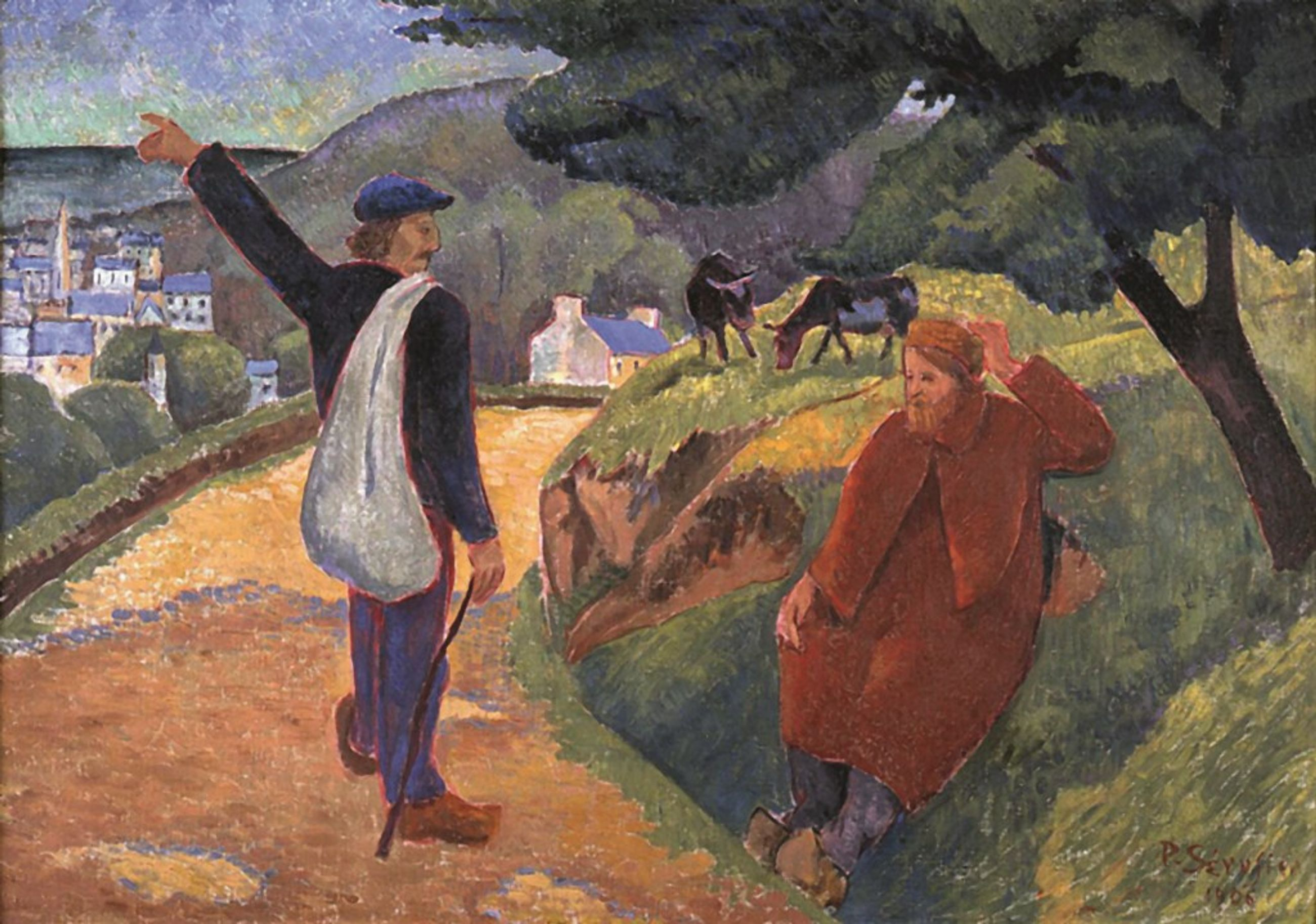
L'Adieu à Gauguin, 1906.

  - Pommes et écuelle bleue, 1922, huile sur toile, 38 x 61 cm.

- Brest, musée des Beaux-Arts[15] :
  - Les Blés verts au Pouldu, 1890, 46,5 × 55 cm[16] ;
  - Rochers au Pouldu, 1890, papier tempera, 21,9 × 42,2 cm[17] ;
  - Les Porteuses de linge, 1895, huile sur toile, 111,7 × 68,5 cm ;
  - Les Porteuses de linge ou Le Passage du ruisseau, 1897, huile sur toile, 111,7 × 69,7[18] ;
  - Les Porteuses d'eau ou La Fatigue, 1897, huile sur toile, 111,5 × 69 cm[19] ;
  - La Sainte-Face, 1904, huile sur carton, 69,5 × 52 cm[20] ;
  - Les Fées aux balles d'or, 1912, huiles sur toile et sur papier marouflé sur toile ;
  - Les Trois Fileuses, 1918, huile sur toile, 81 × 133,5 cm[21] ;
  - Les Batteurs de blé noir, 1919, huile sur toile de chanvre, 71,4 × 60,2 cm[22] ;
  - Paysage de l'Aulne, 1942, huile sur carton, 51 × 39 cm[23] ;
  - Les Gerbes de blé noir, pastel sur papier, 48 × 32,6 cm[24] ;
  - Deux Bretonnes, fusain sur carton, 26 × 21 cm[25] ;
  - En forêt, fusain sur carton, 20,7 × 25,7 cm[26] ;
  - Rochers dans la rivière, crayon sur papier, 25 × 32,5 cm[27].

- Chartres, musée des Beaux-Arts : La musique (Sainte Cécile), huile sur toile, 91 × 56 cm, 1926[28].

- Châteauneuf-du-Faou, mairie et futur musée Sérusier[29].
  - Bretonne assise dans une chapelle, vers 1887-1888[30].
  - Marchande de poterie au parapluie, 1892.
  - Nature morte au livre de Platon, vers 1893.
  - La Foire à Châteauneuf-du-Faou, 1903.
  - Autoportrait à la barbe rutilante, vers 1907-1908, huile sur toile.

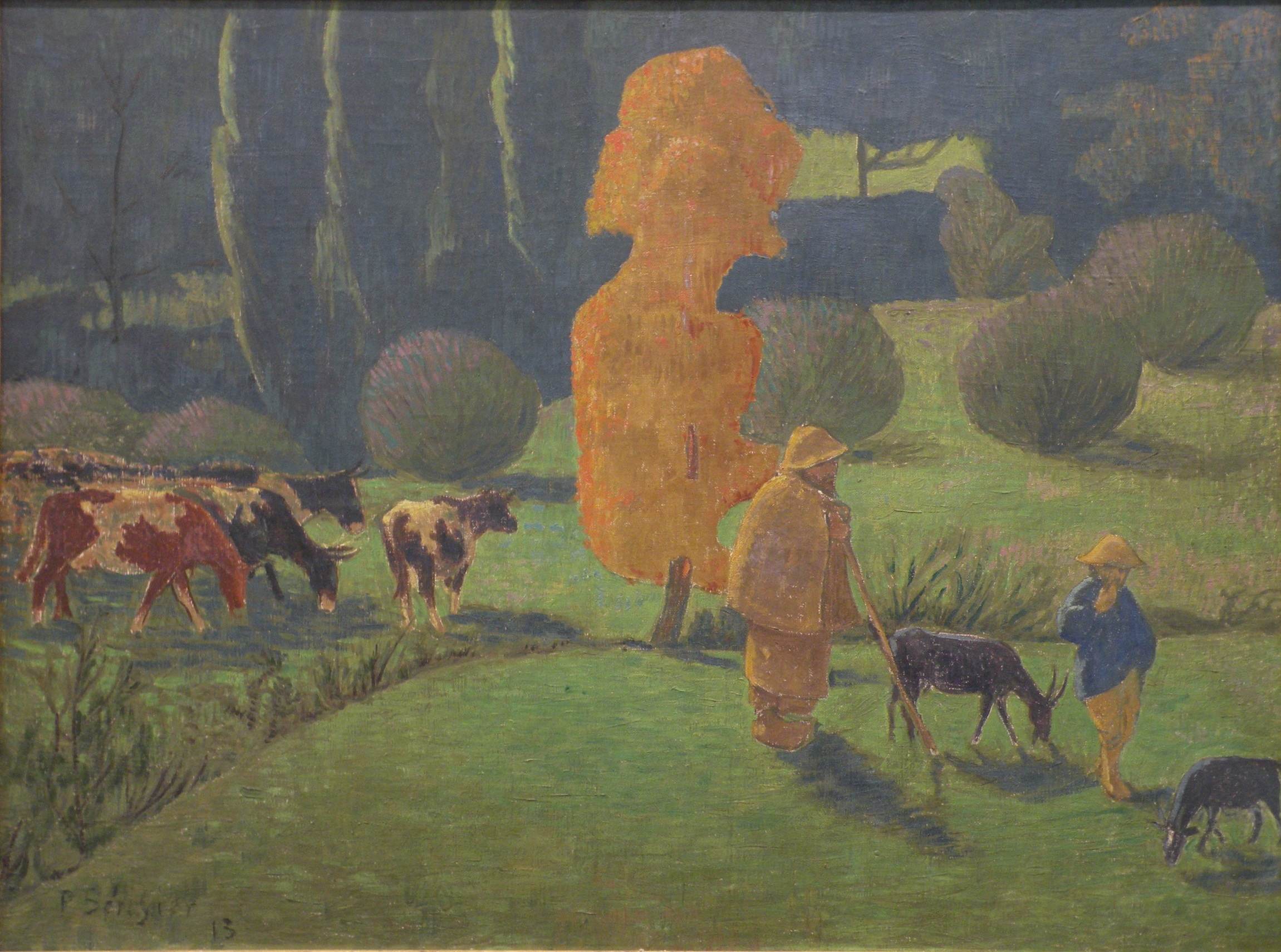
Le Berger Corydon, 1913.

- Le Havre, musée d'Art moderne André-Malraux :
  - Nature morte aux roseaux ou Primevères et maïs, 1904, huile sur toile, 60.5 x 73.5 cm ;
  - La Colline aux peupliers, 1907 huile sur toile, 73.3 x 54.4 cm ;
  - Le Berger Corydon, 1913 huile sur toile, 73 x 99 cm.

- Paris, musée d'Orsay :
  - Le Talisman, l'Aven au bois d'Amour, 1888, huile sur toile, 27 × 21,5 cm ;
  - Bretonne donnant à manger aux cochons, 1889, peinture à l'œuf sur toile, 46,5 × 55,5 ;
  - La Barrière fleurie, 1889, huile sur toile, 73 × 60 cm ;
  - Portrait de Paul Ranson en tenue nabique, 1890, huile sur toile, 61 × 46,5 cm ;
  - Ève bretonne ou Mélancolie, 1890, huile sur toile, 70 × 58 cm ;
  - La Lutte bretonne, 1890-1891, huile sur toile, 91 × 72 cm ;
  - Nature morte dans l'atelier de l'artiste, 1891 huile sur toile, 60 × 73 cm ;
  - Les Laveuses à la Laïta, 1892, huile sur toile, 73 × 92 cm ;
  - L'Étude ou la Grammaire, 1892, huile sur toile, 92 × 71,5 cm ;
  - L'Averse, 1893, huile sur toile, 73,5 × 60 cm ;
  - Baigneuses, 1908, huile sur toile, 100 × 139 cm ;
  - Les Filles de Pelitchim, 1908, huile sur toile, 100 × 162 cm ;
  - Femme devant la mer, 1909, huile sur toile, 74 × 50 cm ;
  - Tétraèdres, vers 1910, huile sur toile, 91,5 × 57,4 cm ;
  - Nature morte, pommes et cruche, 1912, huile sur toile, 65,5 × 82 cm ;
  - Le Champ de blé d'or et de sarrasin, huile sur toile, 103 × 47 cm ;

- Paris, Petit Palais :
  - Bretonne au bouquet (Huelgoat), 1892-1893, huile sur toile, 90,5 x 77 cm.
  - Brumes du matin, 1907-1909, huile sur toile, 72 x 57 cm.
  - Tricoteuse au bas rose, 1920, huile sur toile, 92,5 x 68,5 cm.
  - La Tapisserie, 1924, huile sur toile, 94 x 143 cm.

- Pont-Aven, musée des Beaux-Arts :

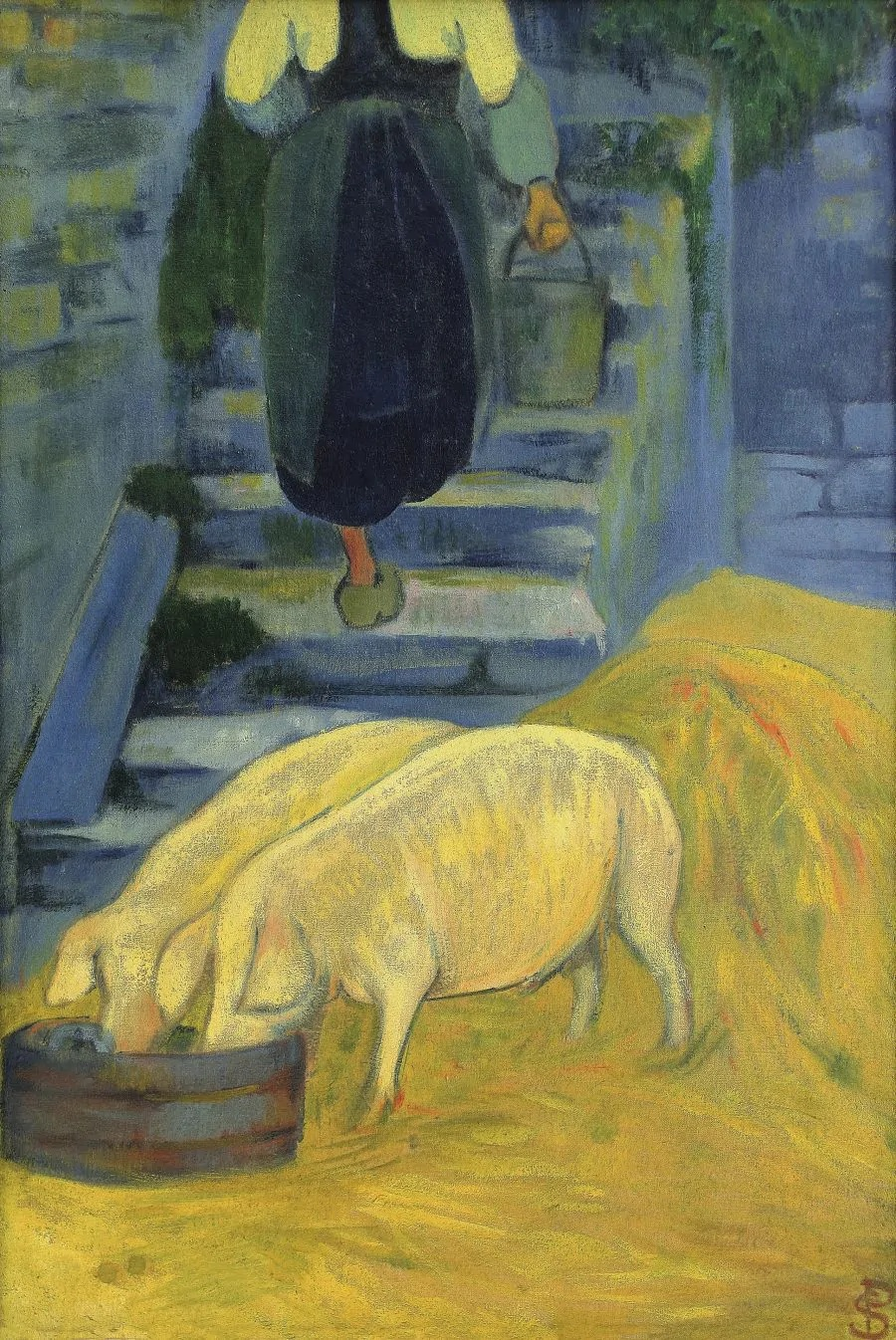
Les Porcelets, 1889.

  - Cercle chromatique, huile sur bois, 41 x 32,5 cm ;
  - Cour de ferme, encre de chine sur papier brun, 40 x 45,5 cm ;
  - Femmes à la source, 1899, détrempe sur toile, 131,0 × 57,4 cm ;
  - Intérieur à Pont-Aven, 1888, huile sur toile, 94 x 73 cm ;
  - Petite Bretonne assise, 1895, huile sur toile, 92 x 54 cm ;
  - Les Porcelets, huile sur toile, 54 x 38 cm ;
  - Portrait de Marie Lagadu, vers 1888, huile sur toile, 62 x 47 cm ;
  - Vierge à l'Enfant, huile sur toile, 148 x 90 cm.

- Quimper, musée des Beaux-Arts : 
  - L'Incantation ou Le Bois sacré, 1891, huile sur toile, 91,5 x 72 cm.
  - Jeune Bretonne à la cruche, 1892, huile sur toile, 92 x 73 cm.
  - Le Pardon de Notre-Dame-des-Portes à Châteauneuf-du-Faou, vers 1894, huile sur toile, 92 x 73 cm.
  - L'Adieu à Gauguin, 1906, huile sur toile.

- Reims, musée des Beaux-Arts : 
  - Paysage arbre rouge ;
  - Brume sur le canal.

- Saint-Germain-en-Laye, musée départemental Maurice-Denis :
  - Bretonne donnant à manger aux cochons, 1889, tempera sur toile, 46,5 x 55,5 cm.
  - La Fileuse aux anémones, 1922, tempera sur toile, 71 x 42 cm.
  - Louise, vers 1891, huile sur toile, 73,5 x 60,5 cm.
  - Madame Sérusier à l'ombrelle, 1912, technique mixte sur papiers marouflés sur toile, 73 x 91 cm.
  - Portrait de Verkade à Beuron, 1903, huile sur toile, 55,8 x 46 cm.
  - Vieille Bretonne sous un arbre, vers 1898, huile sur toile, 61 x 46 cm.

- Toulouse, Fondation Bemberg
  - Mignonne, allons voir si la rose…, huile sur toile, 92 x 73,7 cm ;
  - Les Ramasseuses de fougères au Bois d'Amour, 1910, huile sur toile, 47 x 36 cm.

Pays-Bas
- Amsterdam, musée Van-Gogh : Ferme en Bretagne, vers 1890.

Pologne

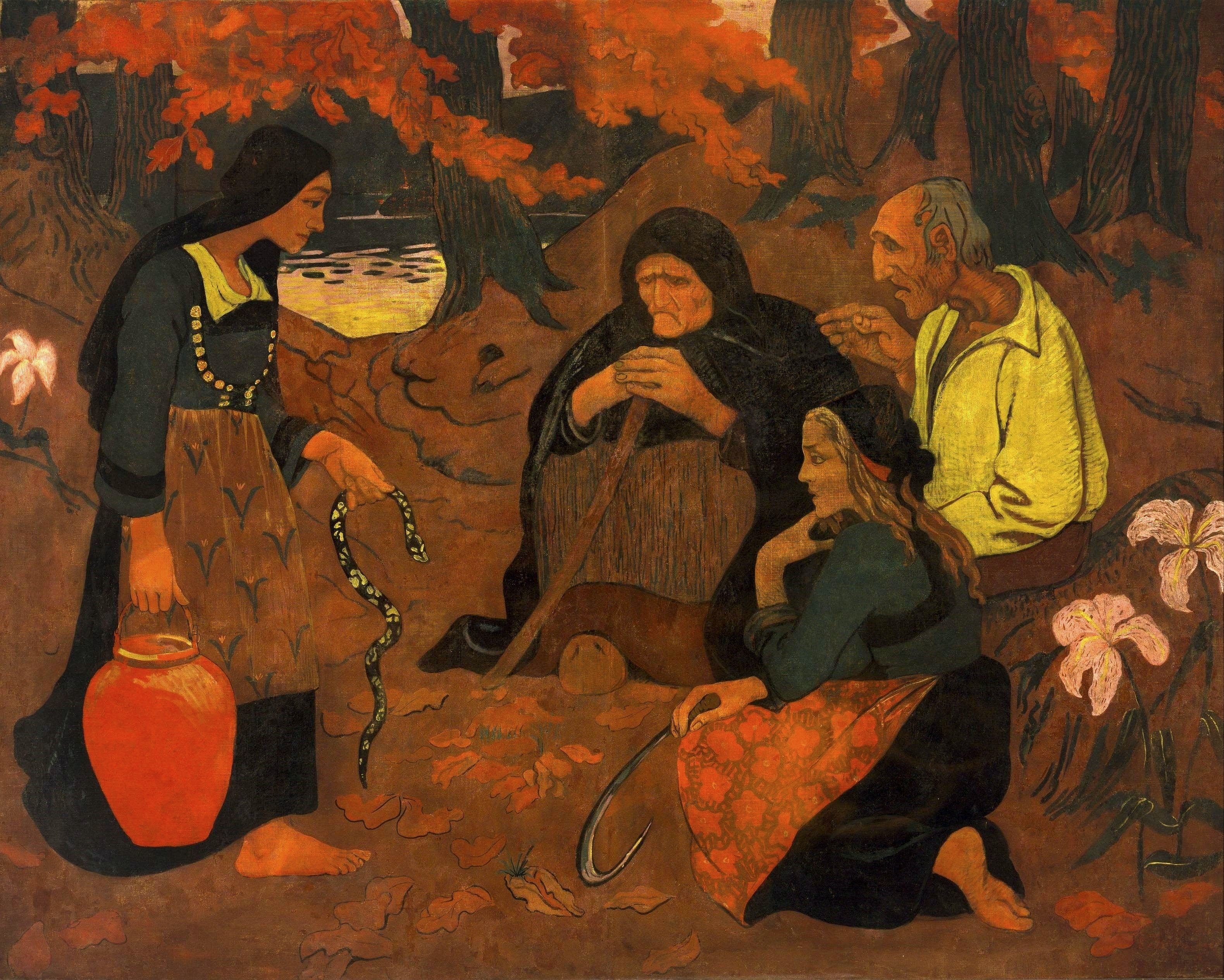
Les Mangeurs de serpents, 1894.

- Varsovie, musée national de Varsovie : 
  - Deux Vachers dans la prairie, vers 1893.
  - Jeux d'enfants bretons, vers 1893.
  - Rêve de la terre, 1892-1894.
  - Les Mangeurs de serpents, 1894.
  - Vache blanche, avant 1895.
  - Jeune Bretonne, au parapluie et au châle, assise au bord de la mer, 1895.

Suisse
- Genève, Petit Palais : La Marchande d'étoffe, peinture à l'œuf[31].

## Galerie

Œuvres de Paul Sérusier
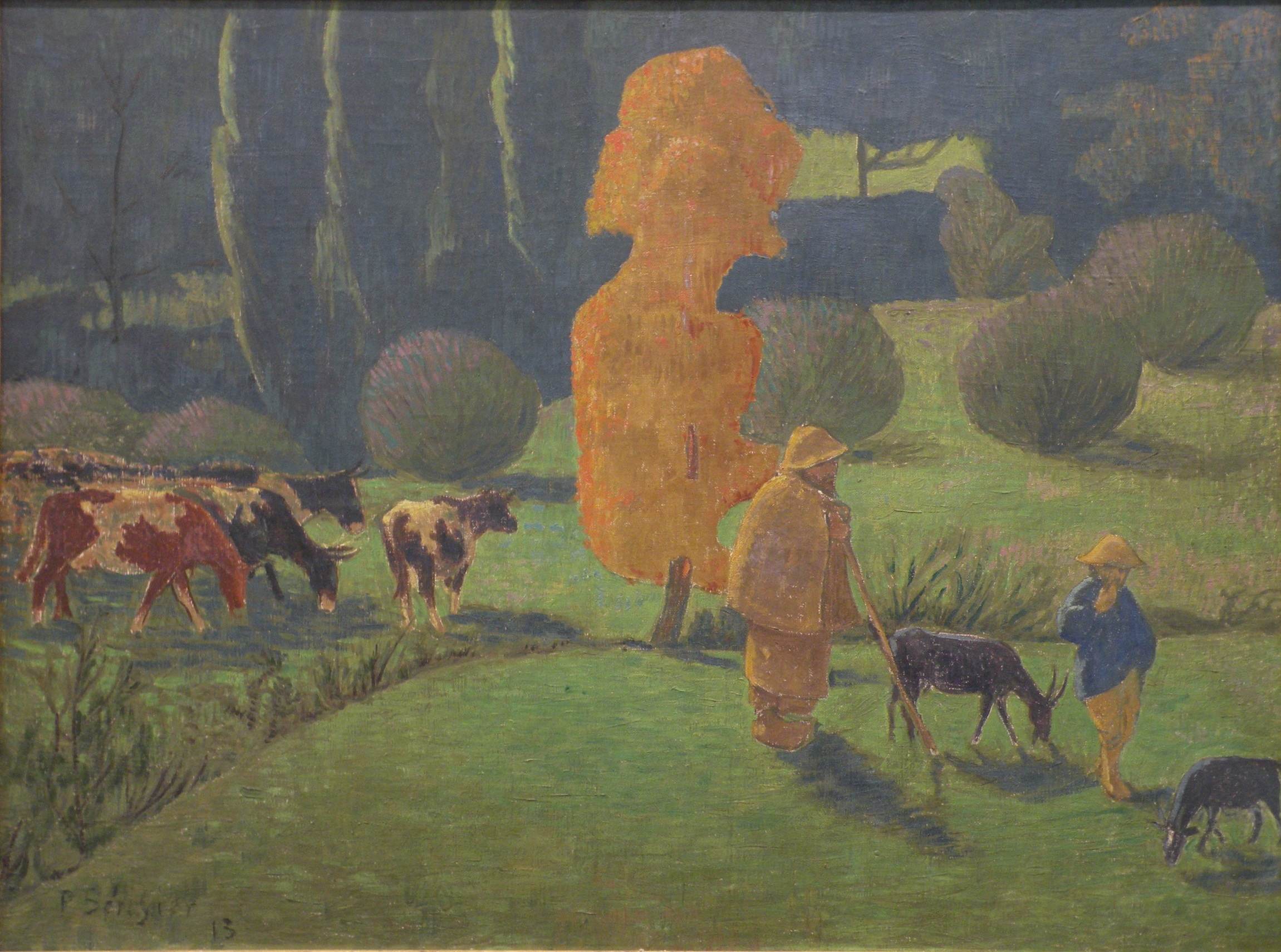
Le Berger Corydon (1913), huile sur toile (73 × 99 cm), Le Havre, musée d'Art moderne André-Malraux.
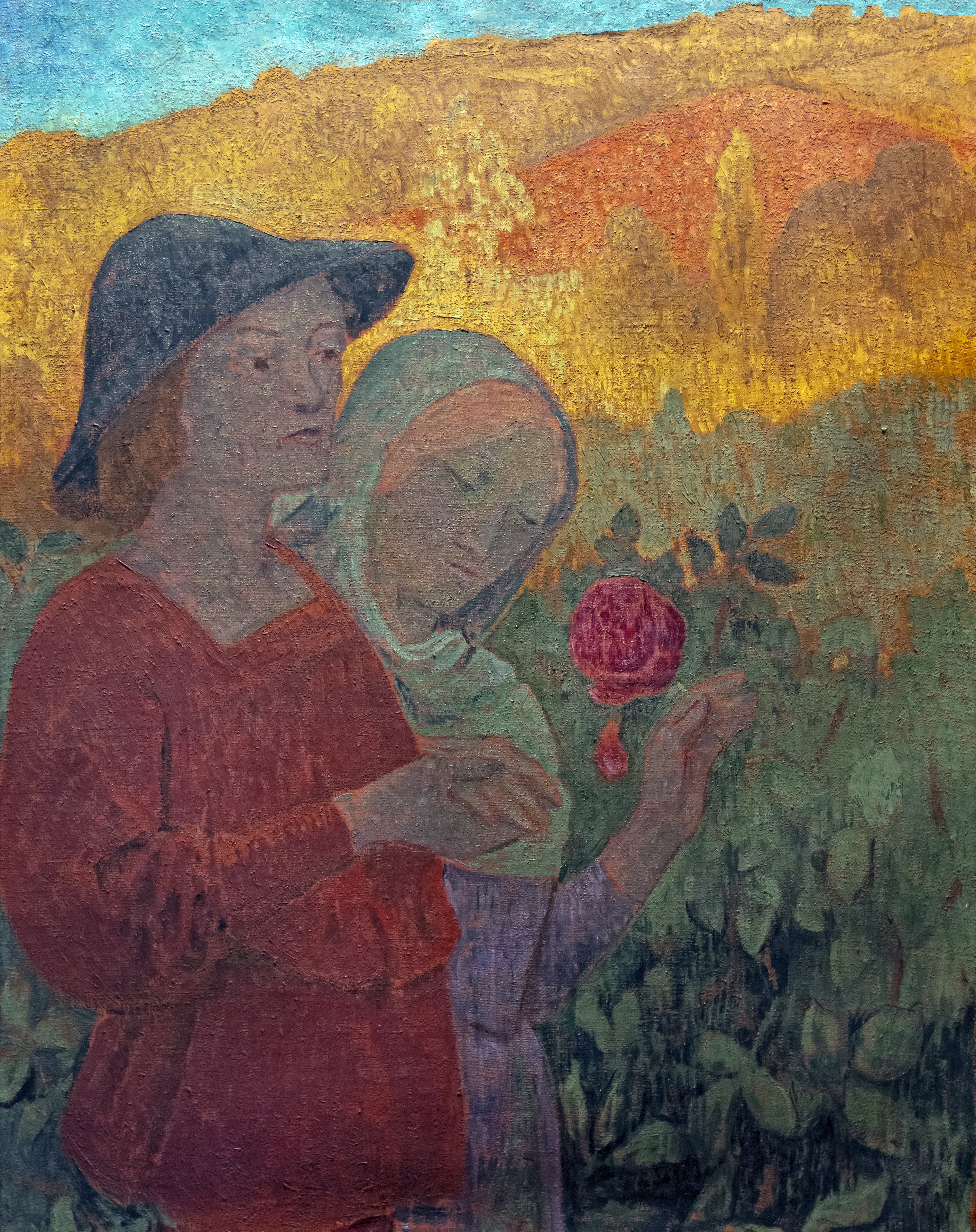
Mignonne, allons voir si la rose…, huile sur toile, (92 × 73,7 cm), Toulouse, Fondation Bemberg.
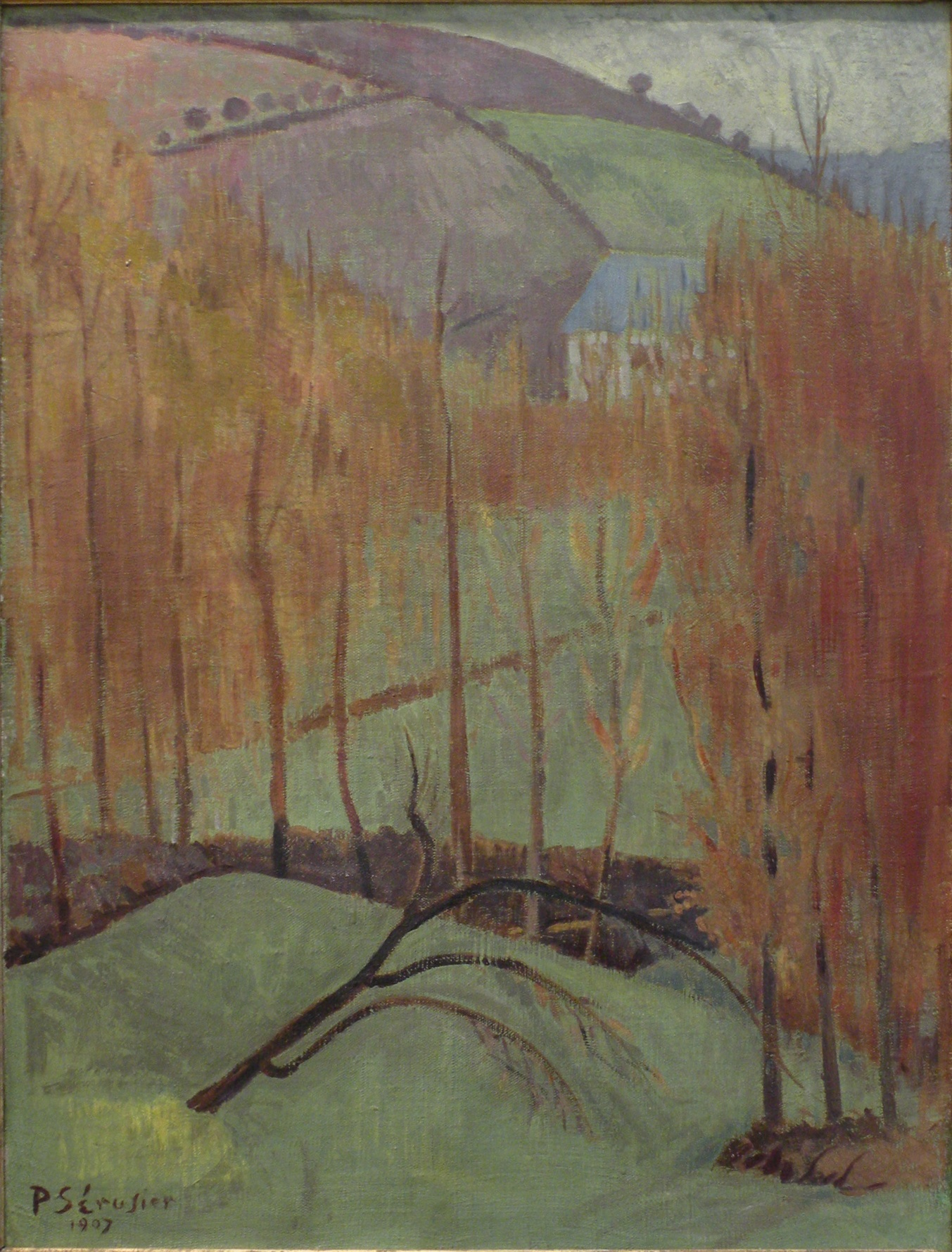
La Colline aux peupliers (1907), huile sur toile (73,3 × 54,4 cm), Le Havre, musée d'Art moderne André-Malraux.
Le Tisserand (1888), huile sur toile (72 × 58 cm), musée d'Art et d'Archéologie de Senlis.
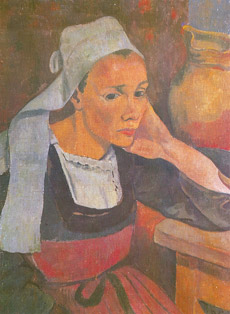
Portrait de Marie Lagadu (1889), huile sur toile (62 × 47 cm), musée de Pont-Aven.
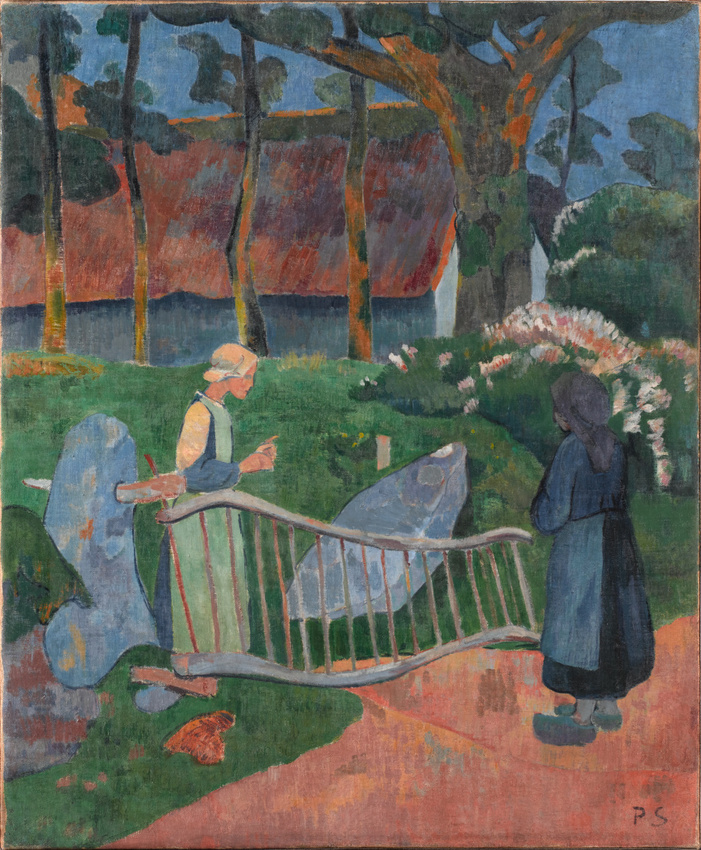
La Barrière fleurie (1889), huile sur toile (73 × 60 cm), Paris, musée d'Orsay.
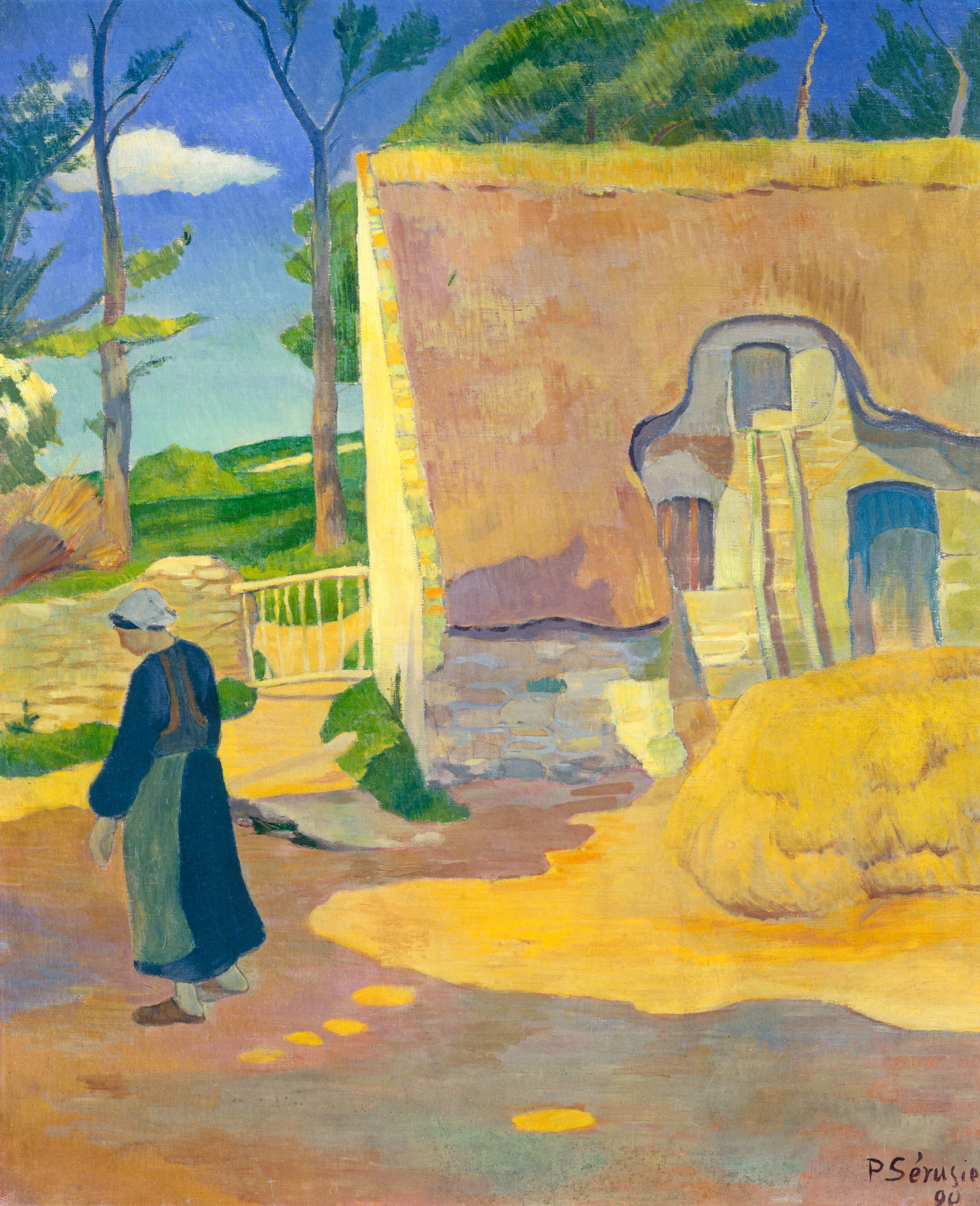
Ferme au Pouldu (1890), huile sur toile (72 × 60 cm), Washington, National Gallery of Art.
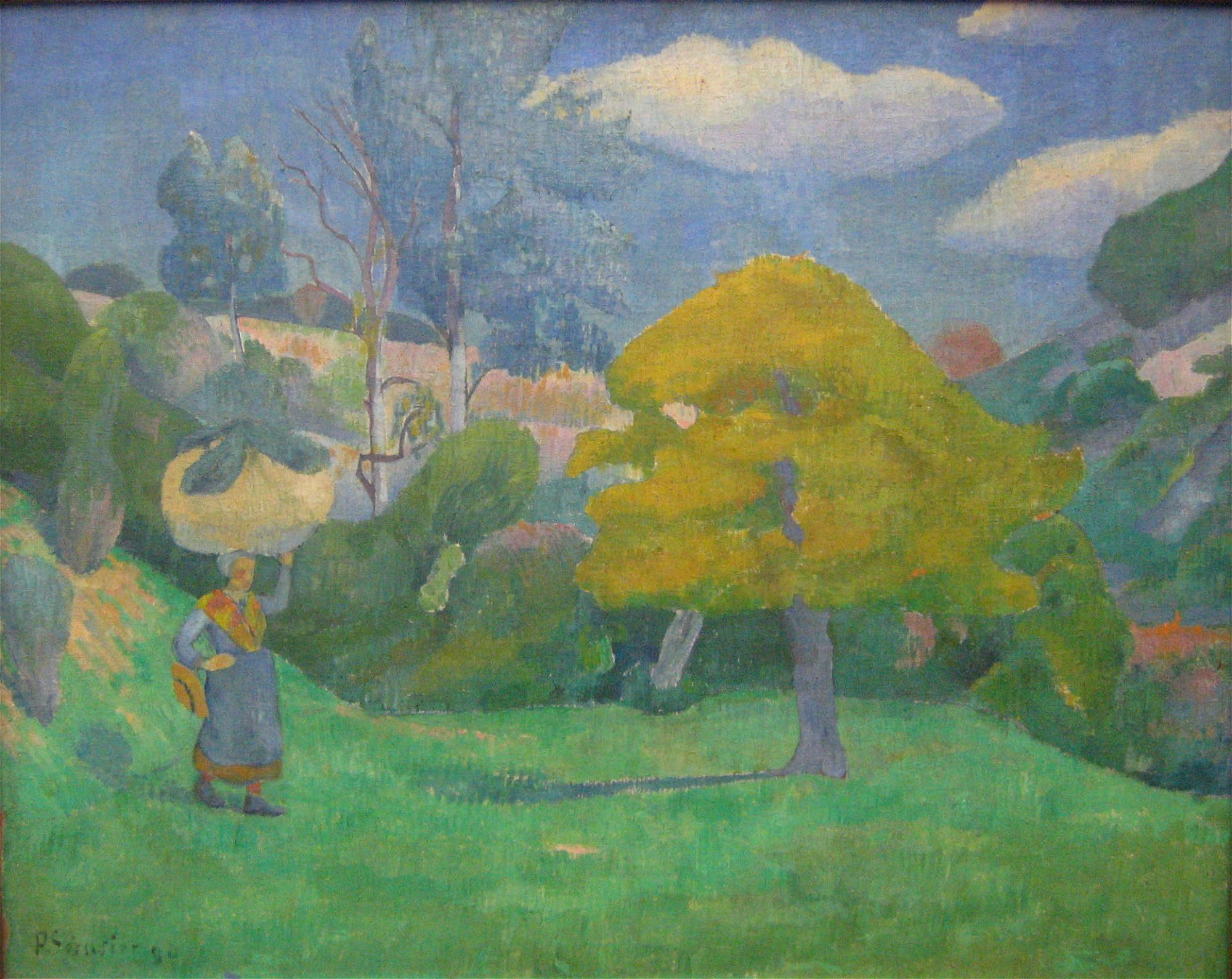
Bretonnes revenant de lavoir (1890), huile sur toile, Munich, Neue Pinakothek.
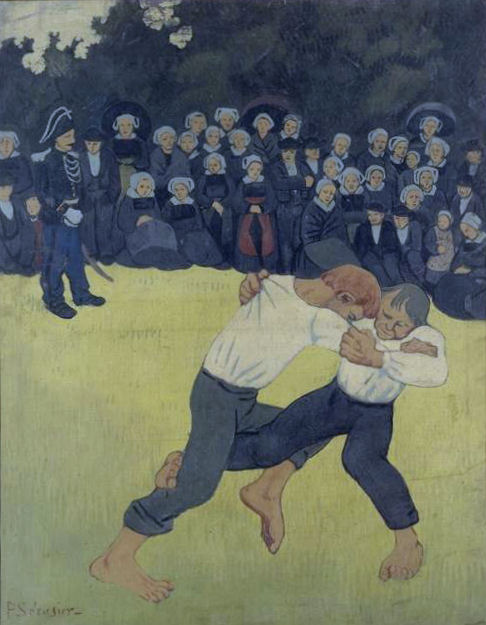
La Lutte bretonne (1890-1891), huile sur toile (92 × 73 cm), Paris, musée d'Orsay.
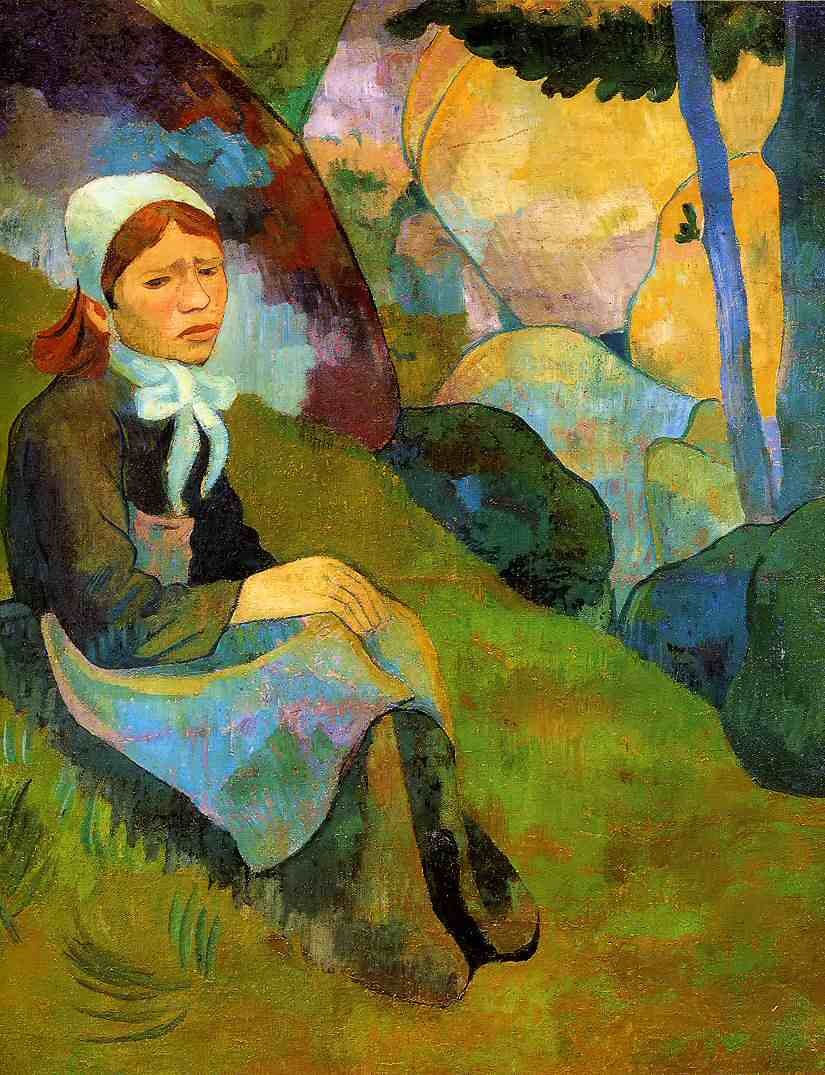
Solitude (1891), huile sur toile (75 × 60 cm), musée des Beaux-Arts de Rennes.
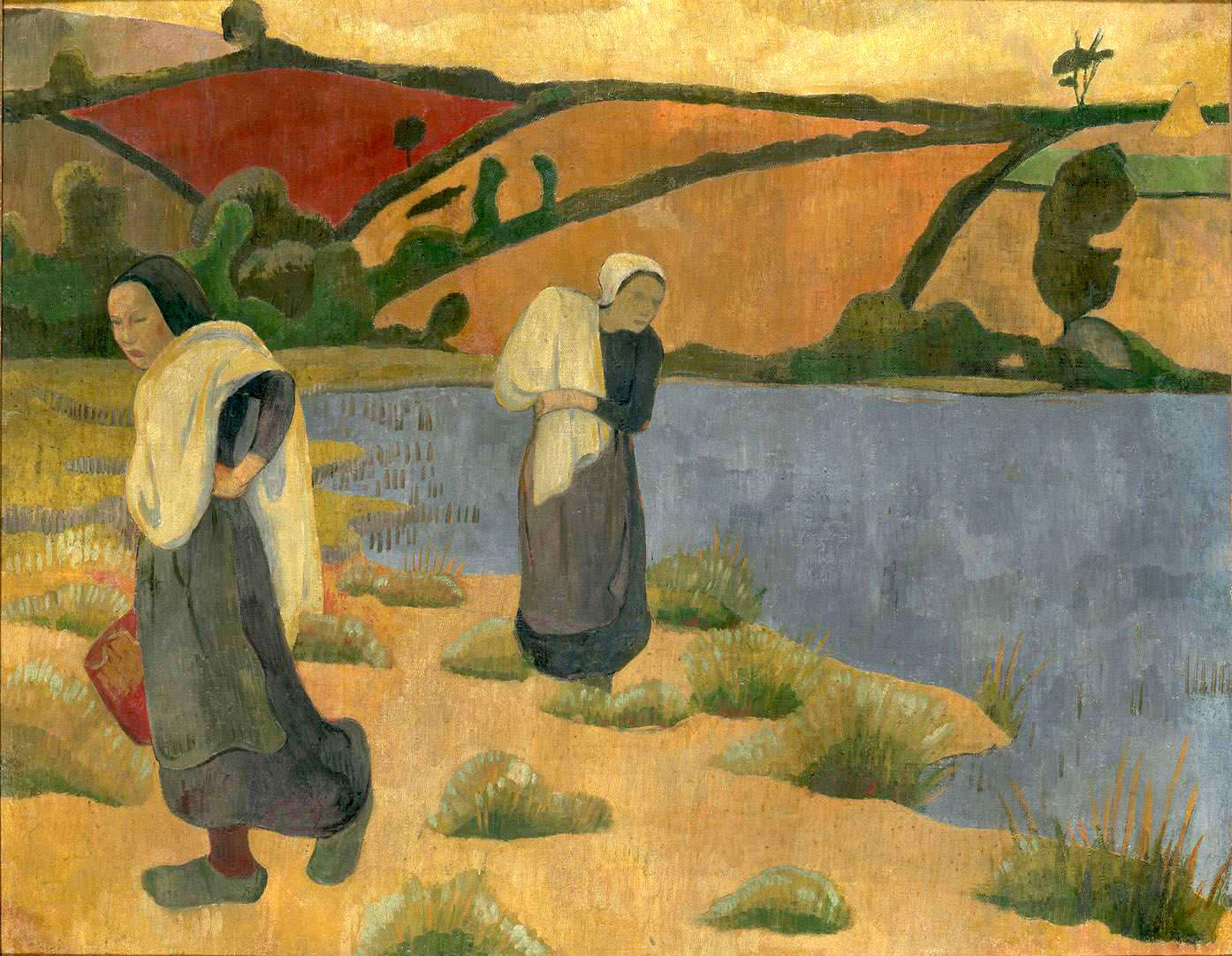
Les Laveuses à la Laïta (1892), huile sur toile (73 × 92 cm), Paris, musée d'Orsay.
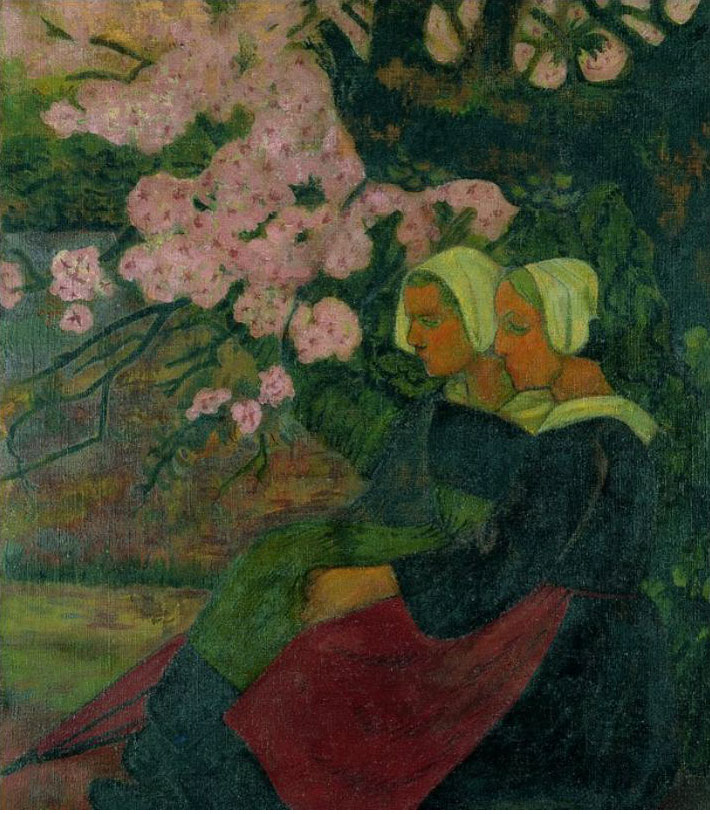
Deux Bretonnes sous un pommier en fleurs (1892), huile sur toile (73,5 × 60,5 cm), Madrid, musée Thyssen-Bornemisza.
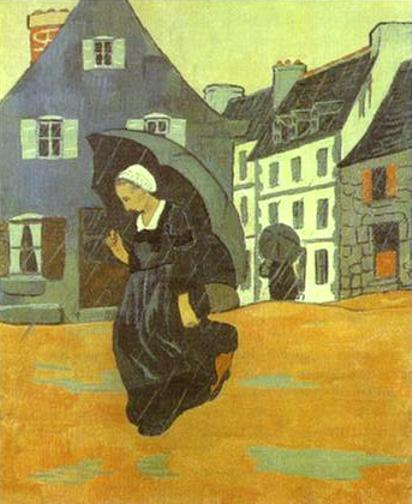
L'Averse (1893), huile sur toile (73,5 × 60 cm), Paris, musée d'Orsay.
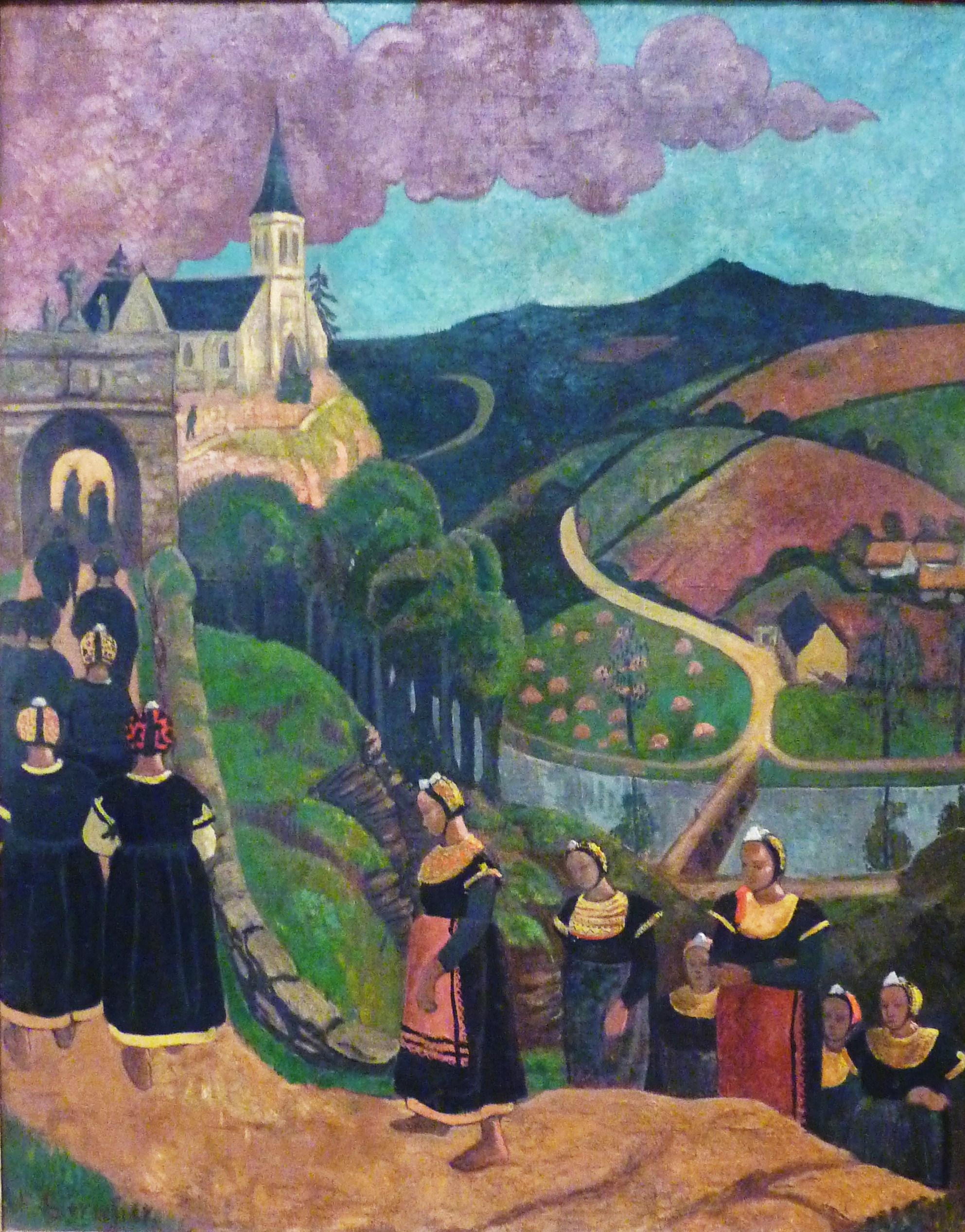
Le Pardon de Notre-Dame-des-Portes à Châteauneuf-du-Faou (vers 1894), huile sur toile (92 × 73 cm), musée des Beaux-Arts de Quimper.
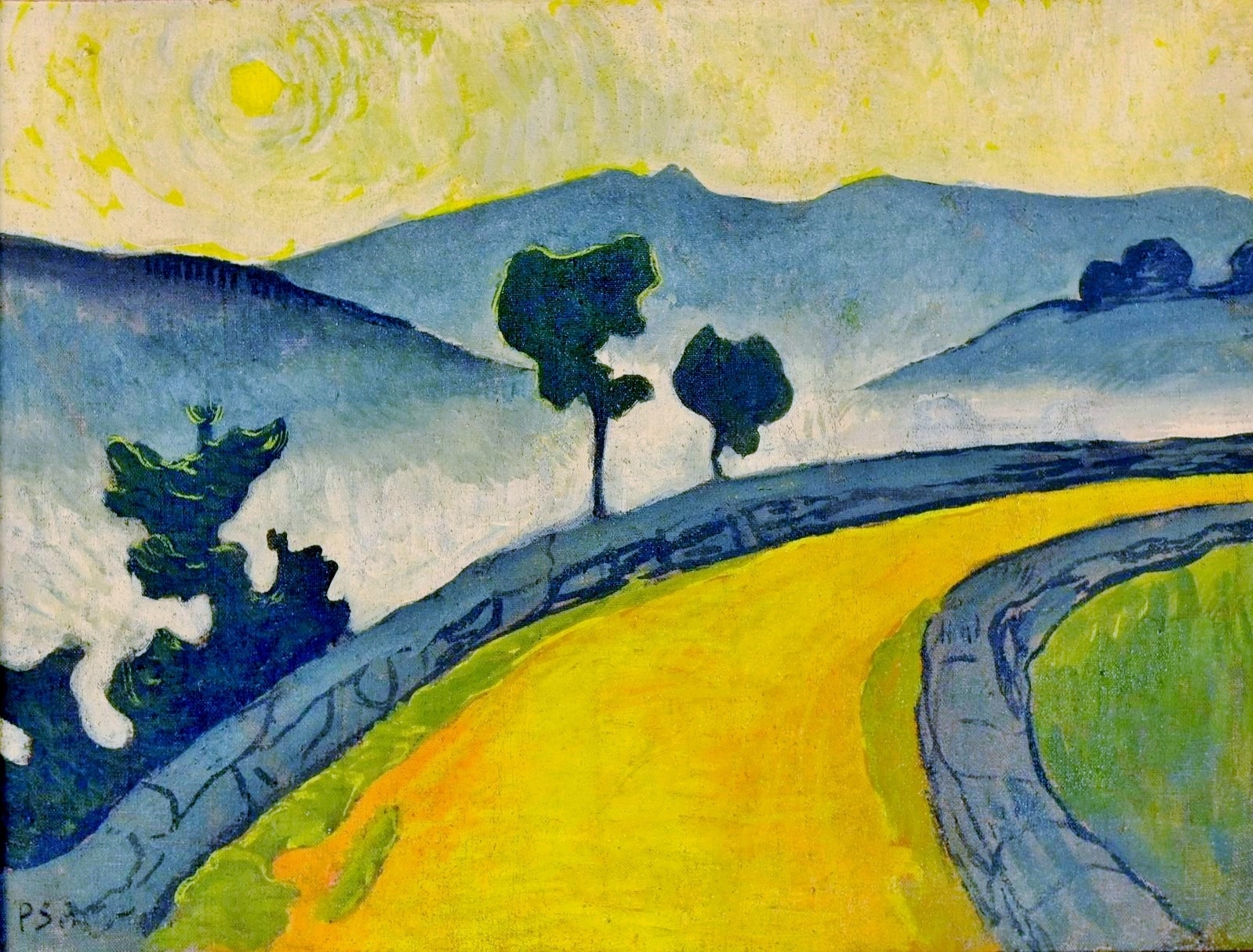
Le chemin jaune (1903, collection privée).
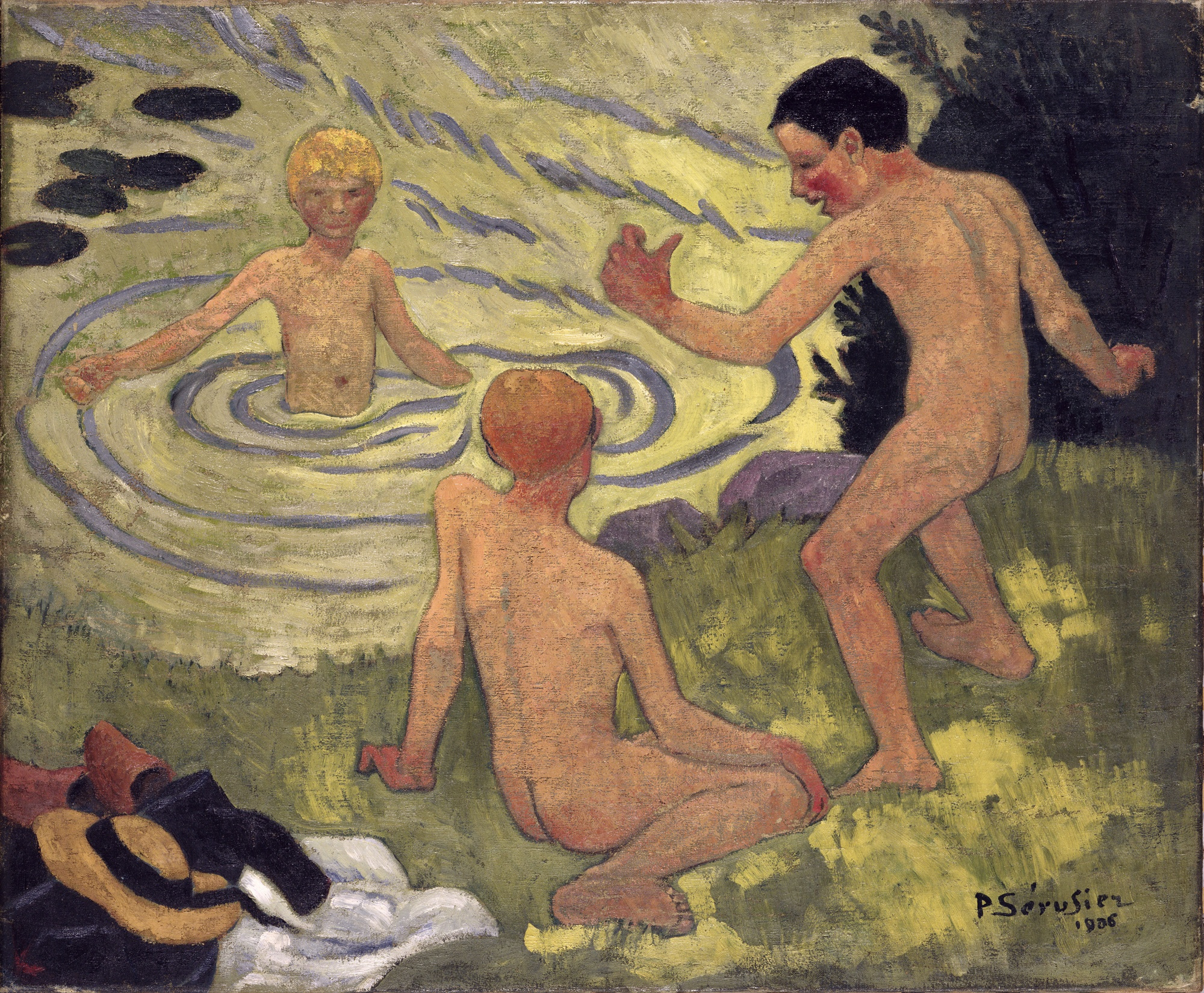
Enfants à la barque (1906), huile sur toile (61 × 73,2 cm), Melbourne, musée national du Victoria.
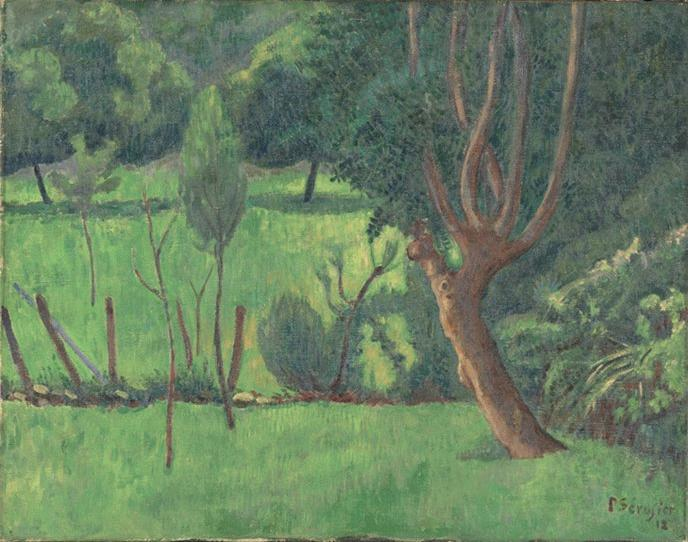
Paysage (1912), huile sur toile (56,5 × 72 cm), Paris, musée d'Orsay.
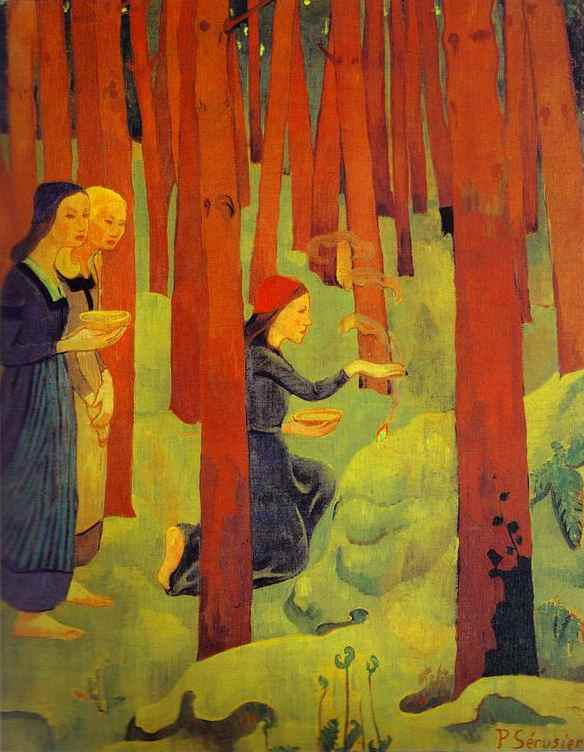
L'Incantation ou Le Bois sacré (1914), huile sur toile (72 × 91,5 cm), musée des Beaux-Arts de Quimper.
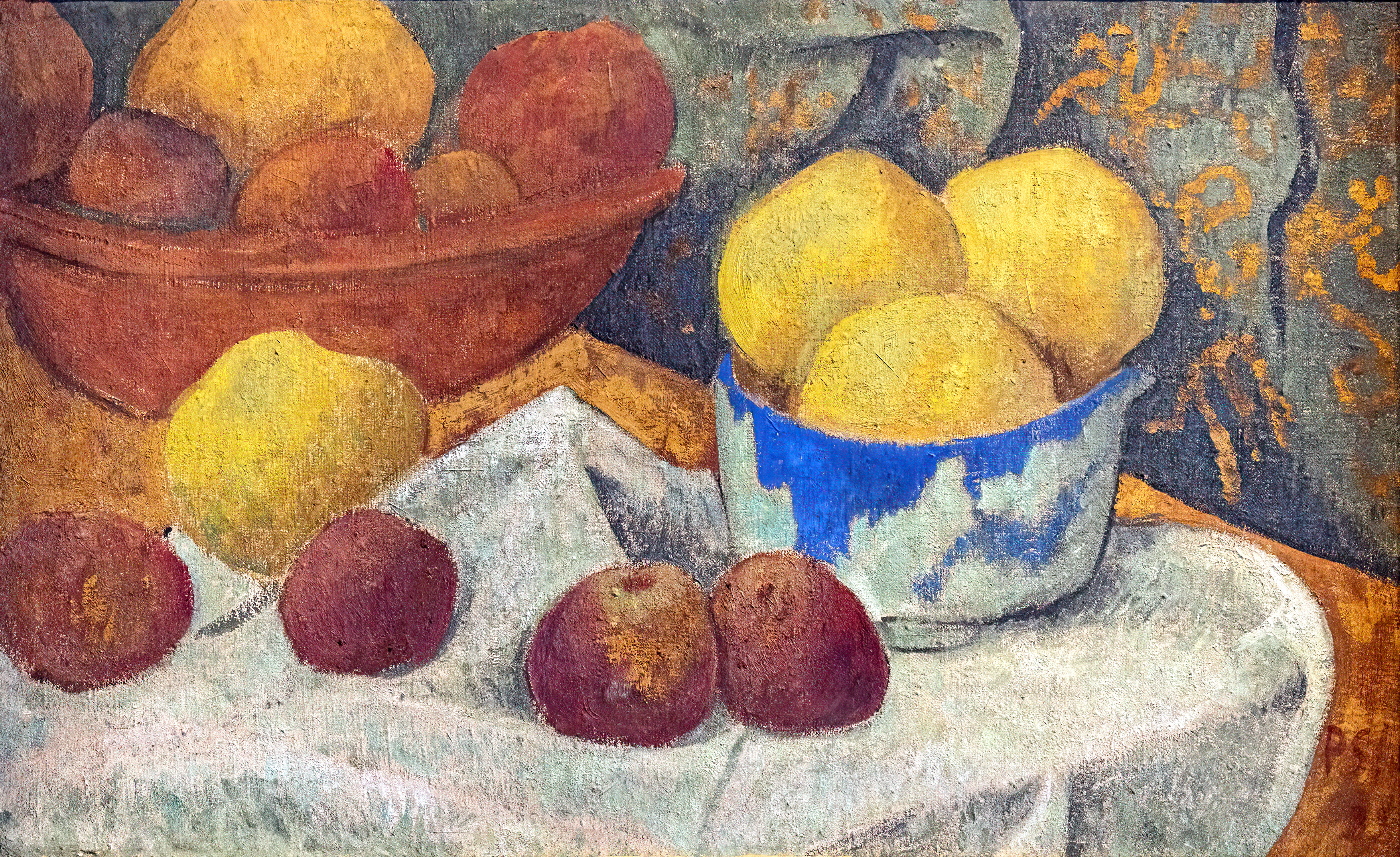
Pommes et écuelle bleu (1922),  musée Toulouse-Lautrec Albi.
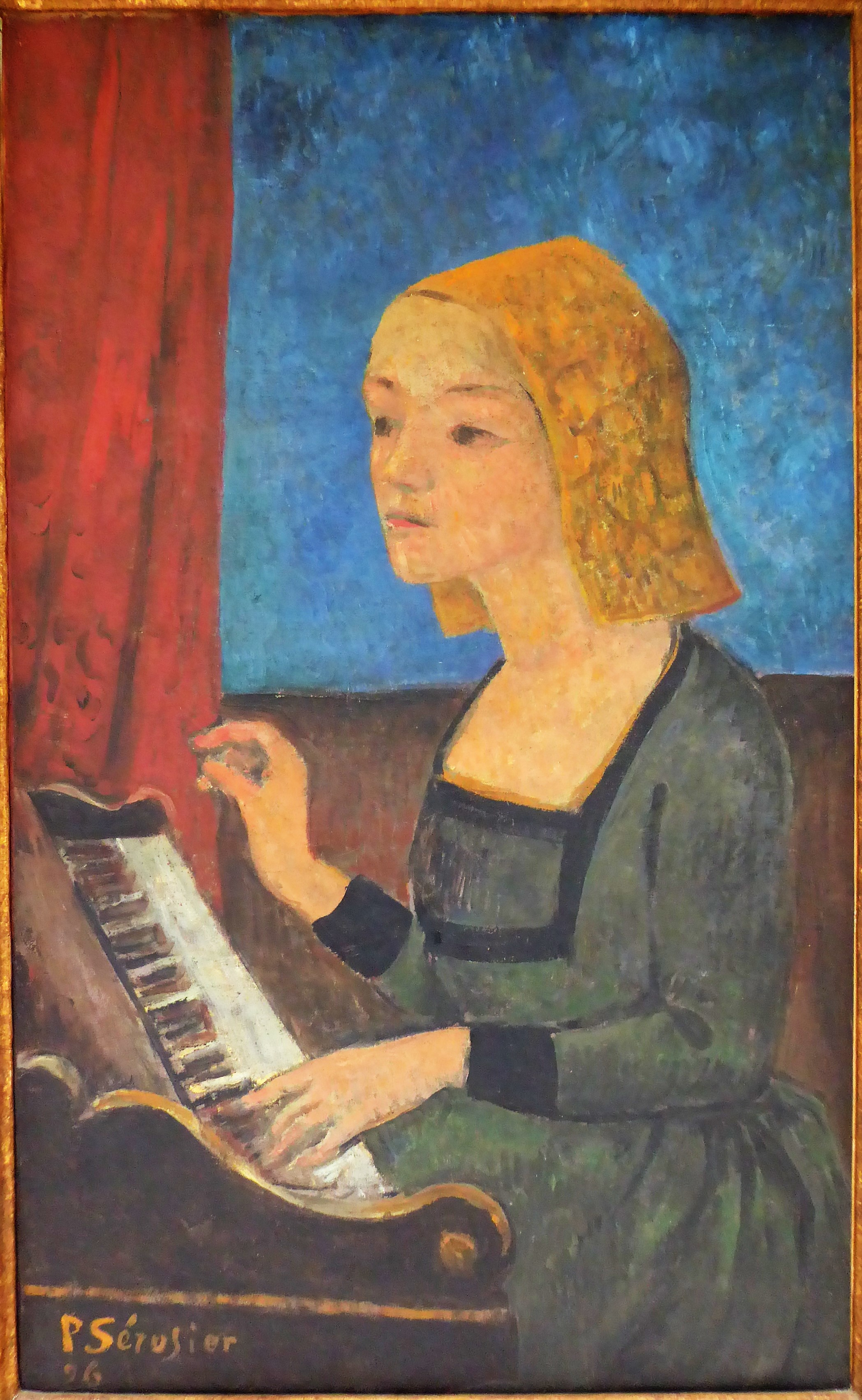
La musique ou sainte Cécile au clavecin (1926), musée des Beaux-Arts de Chartres.

### Œuvres non localisées (collections privées)

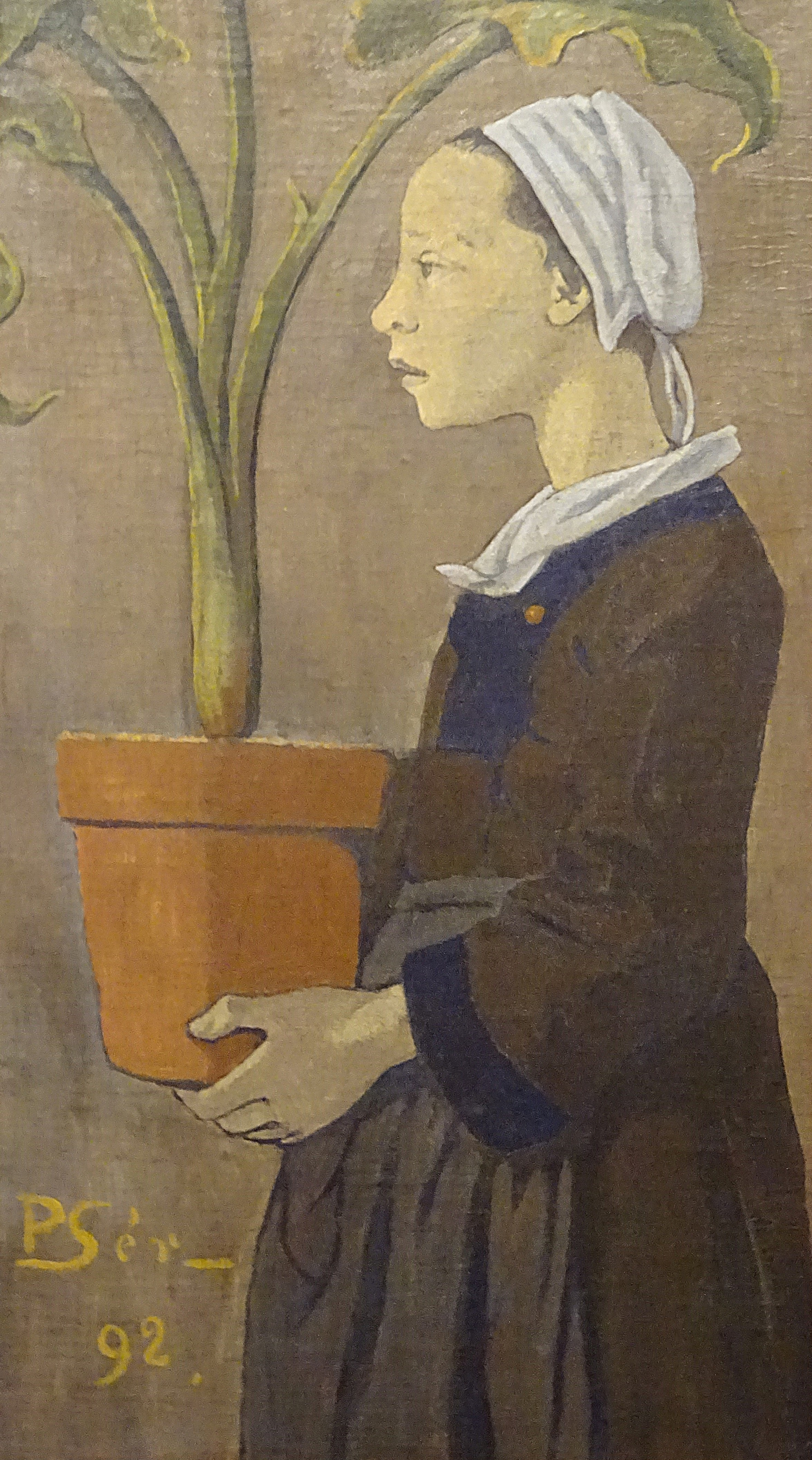
Jeune Bretonne au pot d'arum (1892, huile sur toile, collection particulière, en dépôt au musée de Pont-Aven).

- Jeune Bretonne au pot d'arum (1892, huile sur toile).
- Le Champ de blé d'or et de sarrasin, 1900, huile sur bois, 103 × 47 cm[32].
- Île de la douane sur le Trieux et bateau blanc (1910).
- Chaumière Peint au Pouldu, 1912, huile sur toile, 50 × 82 cm[33].
- Laveuse au Pouldu (huile sur toile vendue 82 000 euros en mai 2024)[34].

## Sites dédiés
- À Châteauneuf-du-Faou, sa maison est inscrite à l'inventaire supplémentaire des monuments historiques depuis le 21 novembre 1995. Des peintures murales réalisées par Sérusier au sein des fonts baptismaux de l'église paroissiale traduisent des scènes de la vie du Christ.

Un circuit « Sur les pas de Paul Sérusier » retrace, à travers la ville, son existence châteauneuvienne et permet de découvrir les paysages qu’il immortalisa.
Un musée Sérusier doit ouvrir dans le centre de la localité en 2025.
- À Clohars-Carnoët, la Maison-Musée du Pouldu est une reconstitution de l'auberge du XIXe siècle où se sont retrouvés les peintres de l'École de Pont-Aven : Paul Sérusier, Paul Gauguin, Charles Filiger et Meyer de Haan[36].

### Iconographie
- Georges Lacombe, Buste de Paul Sérusier, bronze, Saint-Germain-en-Laye, musée départemental Maurice-Denis « Le Prieuré ».